# Chrząstka nasadowa
Chrząstka nasadowa (łac. cartilago epiphysialis), tworząca płytkę nasadową, inaczej płytkę wzrostu – tkanka chrzęstna znajdująca się w pobliżu zakończeń rosnącej kości. Jest to miejsce wzrostu kości na długość. W trakcie wzrastania pojawiają się w niej kolejne punkty kostnienia, by po zakończonym wzroście chrząstka ta całkowicie przekształciła się w kość. Po zaniku chrząstki nasadowej pozostaje ślad w postaci podwójnej blaszki kostnej, kresa albo linia nasadowa (łac. linea epiphysialis). Proces zaniku chrząstek nasadowych ustaje u kobiet około 16-18. roku życia, zaś u mężczyzn około 20-21. roku życia.
Część trzonu sąsiadującą z chrząstką nasadową nazywamy przynasadą (metaphysis).

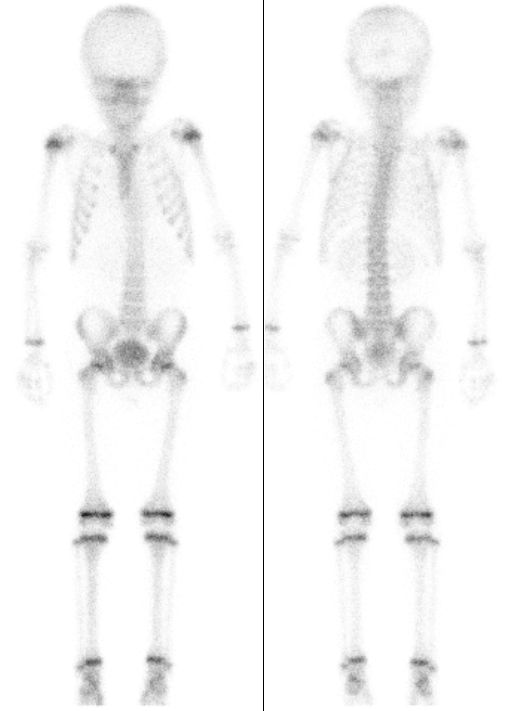
Szkielet 6-letniego chłopca – chrząstki nasadowe widoczne w kościach długich (miejsca większego zaciemnienia)

Komórki chrzęstne leżące w sąsiedztwie nasady rozmnażają się i przesuwając się w kierunku trzonu ulegają licznym zmianom, w wyniku których powstaje nowa kość. Zniszczenie chrząstki nasadowej zatrzymuje wzrost trzonu kości długiej.
W przypadku zniszczenia chrząstki nasadowej następuje zahamowanie wzrostu kości na długość. Jeśli zniszczeniu uległy wszystkie strefy chrząstki nasadowej na dość znacznej powierzchni, to powstaje most kostny, łączący nasadę z przynasadą. Jeżeli, natomiast, blok ten wytworzy się pośrodku chrząstki nasadowej, zahamowaniu rośnięcia towarzyszy skrzywienie kości. Gdy mamy do czynienia ze zrostem kostnym części mimośrodkowych nasady i przynasady, powstają zagięcia długiej osi kości (koślawość, szpotawość, przodo- lub tyłozgięcie). Złamania kości długich u dzieci mogą doprowadzić do zahamowania czynności chrząstki nasadowej. Przy zahamowaniu czynności chrząstki nasadowej spowodowanym urazem, zapaleniem ropnym kości i stawu itp. mamy do czynienia ze skróceniem kończyny wynikającym z udziału chrząstki nasadowej w tworzeniu kości.
Obciążenia małe i umiarkowane pobudzają wzrastanie tkanek (kości chrząstki stawowej), a nadmierne działają szkodliwie (złamania zmęczeniowe, zwyrodnienie stawu).
Jeśli długotrwały nacisk działa na rosnącą kość w jej osi długiej i przekracza jej indywidualny stopień tolerancji, to obserwujemy zahamowanie rośnięcia kości na długość. Po raz pierwszy zjawisko to opisał Delpech. Przeprowadzono doświadczenia na zwierzętach, które wykazały, że stopień zahamowania rośnięcia kości jest proporcjonalny do:
- fizjologicznej szybkości jej wzrastania
- wieku
- wielkości sił nacisku
- czasu trwania przeciążenia

Im organizm młodszy, tym mniejszymi siłami zahamować można wzrastanie jego kości. W momencie gdy ustanie działanie nadmiernego obciążenia kości, wzrastanie może postępować normalnie lub w sposób wzmożony, pod warunkiem, że wskutek długotrwałego przeciążenia nie doszło do zaniku chrząstki nasadowej.
Nadmierny, ale niesymetryczny ucisk chrząstki nasadowej powoduje nierównomierne zahamowanie rośnięcia, większe po stronie silniejszego ucisku.
Mechanizm ten prowadzi do wygięcia osi kończyny. Kierunek zagięcia kątowego osi kończyny jest pochodną kierunku działania siły, a stopień jej zagięcia jest wynikiem wartości siły i czasu jej działania.

Przeczytaj ostrzeżenie dotyczące informacji medycznych i pokrewnych zamieszczonych w Wikipedii.